# Allophroides platyurus
Allophroides platyurus är en stekelart som först beskrevs av Gabriel Strobl 1904.  Allophroides platyurus ingår i släktet Allophroides och familjen brokparasitsteklar. Inga underarter finns listade i Catalogue of Life.